# Martin Selmayr
Martin Selmayr (* 5. prosince 1970, Bonn) je německý právník a politik. Od března 2018 do srpna 2019 byl generálním tajemníkem Evropské komise Jean-Claude Junckera. Média ho popisují jako jednoho z nejvlivnějších úředníků v Evropské komisi a v EU.

## Život
Selmayr studoval právo na Ženevské univerzitě, poté získal titul PhD na univerzitě v Pasově. V letech 1998 až 2000 pracoval pro Evropskou centrální banku, poté pro skupinu Bertelsmann. Později se stal jejím viceprezidentem pro právní otázky a vztahy s vládou.
V roce 2004 nastoupil do Evropské komise jako úředník. Poté zastával různé funkce, nejprve jako mluvčí Komise pro informační společnost a média a poté se stal vedoucím kabinetu komisařky pro spravedlnost, základní práva a občanství Viviane Redingové. Komise ho jmenovala hlavním poradcem Generálního ředitelství pro hospodářské a finanční záležitosti.
V únoru 2018 byl Selmayr jmenován zástupcem generálního tajemníka Evropské komise. Několik minut po jeho jmenování tehdejší předseda EK Jean-Claude Juncker informoval evropské komisaře, že dosavadní generální tajemník Alexander Italianer hodlá odejít do důchodu; předtím o tom nebyli informováni. Dne 1. března 2018, po formálním odchodu Italianera, kolegium komisařů schválilo Selmayra jako jeho nástupce. Jeho raketový vzestup vyvolal spekulace o zákulisních machinacích. Podle tehdejšího mluvčího EK Margaritise Schinase však vše proběhlo v souladu s předpisy. Selmayr na svou funkci rezignoval 1. srpna 2019 a zastával ji tak kratší dobu, než kterýkoli z jeho předchůdců. 
Následně byl Selmayr jmenován stálým zástupcem EK v Rakousku. V září 2023 kritizoval skutečnost, že 55 procent rakouského plynu stále pochází z Ruska. „Rakousko takto financuje Putinovu válku a nikdo není ve Vídni na Ringstraße, aby proti tomu protestoval. To mě udivuje, protože při vyrovnání účtu za plyn jsou každodenně do Ruska posílány krvavé peníze,“ řekl Selmayr. Dodal, že Rakousko je bohatá země a dokázalo by bez ruského plynu obejít. EK se od Selmayrových výroků distancovala, její mluvčí je označila za politováníhodné a nevhodné.